# Zingiber monophyllum
Gừng một lá (danh pháp khoa học: Zingiber monophyllum) là một loài thực vật có hoa trong họ Gừng. Loài này được François Gagnepain miêu tả khoa học đầu tiên năm 1902 (xuất bản năm 1903).

## Mẫu định danh
Mẫu định danh: ZRC ghi nhận 2 mẫu syntype là Balansa B. 4214 và Bon H-F. 3234, nhưng theo thông tin trong mô tả gốc của Gagnepain thì ông dựa theo 3 mẫu và chúng là tương tự như các thông tin tại MNHN.
Theo thông tin tại MNHN thì mẫu Balansa B. 4214 (MNHN-P-P00289159) là holotype và 2 mẫu thu thập khác với địa điểm và ngày thu thập khác nhau đều là Bon H-F. 3024 và là mẫu syntype, tương ứng là MNHN-P-P00450953 và MNHN-P-P00450954. Tất cả đều được lưu giữ tại Bảo tàng Lịch sử Tự nhiên Quốc gia Pháp ở Paris (P).
- Balansa B. 4214 / MNHN-P-P00289159: Thu thập tại thung lũng Lankok (dãy núi Ba Vì) tháng 8 năm 1887 ở tọa độ khoảng 21°3′26″B 105°21′59″Đ / 21,05722°B 105,36639°Đ.
- Bon H-F. 3024 / MNHN-P-P00450953: Thu thập ngày 30 tháng 8 năm 1885 ở núi Đồng Bầu, Kiện Khê (nay là thị trấn Kiện Khê, tọa độ 20°30′9″B 105°52′57″Đ / 20,5025°B 105,8825°Đ, huyện Thanh Liêm, tỉnh Hà Nam).
- Bon H-F. 3234 / Bon H-F. 3024 / MNHN-P-P00450954: Thu thập ngày 21 tháng 10 năm 1886 ở tọa độ 20°32′20″B 105°53′11″Đ / 20,53889°B 105,88639°Đ, thung lũng Thung Ngang, Lạt Sơn (nay là thôn Lạt Sơn, tọa độ 20°31′35″B 105°53′5″Đ / 20,52639°B 105,88472°Đ, xã Thanh Sơn, huyện Kim Bảng, tỉnh Hà Nam, Việt Nam). Mẫu này có ghi 3234 nhưng đã bị gạch đi và thay thế bằng 3024 cùng các thông tin khác như "Amomaceae Amomum galanga sylvestre riềng rừng".

## Từ nguyên
Tính từ định danh monophyllum (giống đực: monophyllus, giống cái: monophylla) là tiếng Latinh; nghĩa là một lá. Ở đây để nói thực tế là loài này hầu như chỉ có một lá.

## Phân bố
Loài này có tại miền bắc Việt Nam (IUCN ghi nhận các điểm là Vườn quốc gia Cúc Phương và các huyện Yên Thủy, Tam Nông) và đông bắc Lào (tỉnh Xiengkhuang). Môi trường sống là rừng, tại những nơi có bóng râm trong hỗn hợp lá rộng thường xanh; ở cao độ 150–600 m. Môi trường sống tại các địa điểm lấy mẫu syntype (Kiện Khê, Lạt Sơn) đã bị phá hủy do hoạt động nông nghiệp và công nghiệp hóa.

## Phân loại
Schumann (1904) xếp Z. monophyllum trong tổ Lampugium (= tổ Zingiber), nhưng theo Souvannakhoummane và Leong-Škorničková (2017) thì nó thuộc tổ Pleuranthesis.

## Mô tả
Cây thảo lâu năm, gần như không có thân lá, cộng lá cao 1,1 m. Thân rễ dày đặc đốt, nằm ngang; bẹ dưới 2-3, kích thước 8 × 2 cm, lỏng lẻo, rộng, hầu như không uốn nếp, không phiến lá, có sọc, nhẵn nhụi; bẹ trên rất lớn, dài 35 cm, đỉnh tổng thể phủ đầy phấn hoặc có lông tơ. Lá 1 (hoặc hiếm khi 2, với lá phía dưới rất nhỏ), có cuống lá; cuống lá dài 22 cm, có rãnh, có sọc, nhẵn nhụi; phiến lá to, 35-52 × 17–18 cm, hình mác-hình trứng tới hình trứng thuôn dài, đáy thon nhỏ dần, men xuống hai bên cuống lá, đỉnh tù hầu như không có mấu nhọn, mặt trên nhẵn nhụi, mặt dưới thưa lông hoặc nhẵn nhụi, rất nhiều đốm nhỏ màu đen, có lông măng ở mép. Cán hoa có lông, dài 2–5 cm, xuất hiện ở gốc thân giữa các bẹ lá, khoảng 2–3 cm từ gốc. Cụm hoa gần mọc từ thân rễ, hình chóp, 9-12 × 2–4 cm; lá bắc hình xoan, thuôn tròn hoặc cắt cụt, có sọc, xếp lợp chặt, mép rậm lông nhung nhỏ; lá bắc dưới đường kính 2,5–3 cm; lá bắc hoa ở phía trên, dài tới 4 cm và hẹp. Hoa màu trắng hồng. Đài hoa .... Ống tràng thanh mảnh, dài tới 4 cm; các thùy hình mác nhọn, dài 1,7 cm, các thùy tràng bên rộng 2–3 mm, thùy tràng lưng rộng tới 6–7 mm. Nhị dài 18 mm, rộng 3,5 mm. Bao phấn không cuống, các ngăn song song, dài 10 mm, mô liên kết là phần phụ dài hơn bao phấn, hình mỏ, phát triển. Cánh môi từ thuôn dài tới hình mác-cắt cụt, 1,6 × 0,5-0,6 cm, đỉnh 3 thùy hay 3 răng, thùy giữa/răng giữa nhỏ và ngắn hơn; nhị lép bên hình mác nhọn, dài 10 mm, rộng 3–4 mm, nhọn, rẽ ra, đáy có vuốt nhỏ và hợp sinh với đáy cánh môi trong khoảng 2–3 mm từ đáy. Vòi nhụy hình chỉ; đầu nhụy hình ống, miệng nở rộng, có lông rung. Đĩa ... Bầu nhụy hình trứng, hầu như không lông, hạt ít (5-7), thuôn dài, hơi cong, 8 × 3–4 mm; áo hạt mọng, gần nguyên, bám quanh hạt. Ra hoa tháng 7-8.
Z. monophyllum và Z. ellipticum từng bị nghi ngờ là đồng loài dựa trên các hồ sơ vật liệu phòng mẫu cây, nhưng quan sát gần đây với vật liệu đang ra hoa của Z. monophyllum tại Vườn quốc gia Cúc Phương xác nhận rằng chúng là hai loài khác biệt.